# 도둑놈, 도둑님
《도둑놈, 도둑님》은 2017년 5월 13일부터 2017년 11월 5일까지 방송된 문화방송 주말 특별기획 드라마다.

## 도둑놈 도둑님 역사
- 다소 늘어진 전개와 MBC 파업이 맞물리면서 시청자들의 외면을 받았는데 MBC 총파업 이후 편성 시간 변경이 잦아졌다.[1]

## 기획 의도
대한민국을 조종하는 기득권 세력에 치명타를 입히는 도둑들의 이야기를 유쾌하고 통쾌하게 다룬 드라마

## 방송 시간
| 방송 채널 | 방송 기간                          | 방송 시간                   | 방송 분량                      |
| --------- | ---------------------------------- | --------------------------- | ------------------------------ |
| MBC TV    | 2017년 5월 13일 ~ 2017년 10월 15일 | 매주 주말 밤 10:00 ~ 11:15  | 75분                           |
| MBC TV    | 2017년 10월 28일                   | 매주 토요일 밤 8:45 ~ 11:15 | 150분 (회당 75분 2회 연속방송) |
| MBC TV    | 2017년 11월 5일                    | 매주 일요일 밤 8:45 ~ 11:15 | 150분 (회당 75분 2회 연속방송) |

## 등장인물

### 주요 인물
- 지현우 : 장돌목 / 김수현 역 (아역 허준우, 김강훈)
- 서주현 : 강소주 역 (아역 김아인, 문소희)
- 김지훈 : 한준희 / 장민재 역 (아역 문우진, 남다름) - 서울 중앙지검 특수부 검사. 장판수의 친 아들
- 임주은 : 윤화영 역 (아역 강지우) - 국제변호사, 거대로펌 변호사. 윤중태, 홍신애의 외동딸

### 장돌목의 주변인물
- 안길강 : 장판수 역 - 장돌목과 한준희(장민재)의 아버지
- 정경순 : 박하경 역 - 장돌목과 장민재의 어머니
- 신은정 : 민해원 / 민정혜 역 - 장돌목(김수현)의 어머니

### 강소주의 주변인물
- 김정태 : 강성일 역 - 강력반 형사. 소주의 아빠

### 중태집안 & 홍씨일가
- 최종환 : 윤중태 역 - 검사장 출신 3선 국회의원. 홍신애의 남편이자 윤화영의 아버지.
- 최수린 : 홍신애 역 - 윤중태의 아내, 화영의 엄마, 홍일권의 차녀.
- 장광 : 홍일권 역 - 천문그룹 회장. 홍신애, 홍미애의 아버지
- 서이숙 : 홍미애 역 - K채널 이사장. 신애의 배다른 언니이자 홍일권의 장녀. 이윤호의 어머니
- 김진호 : 이창영 역 - 이윤호의 아버지
- 미상 : 양기영 역
- 한은성 : 이윤호 역 (아역 전진서) - 천문전자 본부장. 미애와 창영의 아들
- 한정수 : 최태석 역 - 홍일권의 비서

### 산운율 사람들
- 이주실 : 김순천 역 - 산운율의 주인이자 인사동 골동품 가게 주인
- 이정은 : 권정희 역 - 김순천의 비서
- 우희진 : 박선진 역 - 여울의 엄마
- 이세창 : 이은석 역
- 이상우 : 오송식 역
- 윤지원 : 고은지 역 - 권정희의 딸
- 류지안 : 박여울 역 - 선진의 딸
- 소준섭 : 허종범 역 - 돌목의 친구

### 검찰청
- 김준원 : 최강규 역
- 이봉원 : 남종합 역 - 한준희 수사관(10회부터 합류)[2]

### 그 외 인물
- 조덕현 : 김찬기 역 - 김수현(장돌목)의 아버지
- 강지원 : 허비서 역
- 고병완 : 송국현 역
- 이성우
- 서승원
- 최윤준
- 이수용
- 이영수
- 박건률
- 진현광 : 수사관 역
- 정기선
- 최홍일
- 장태민
- 오화열
- 김현우
- 임지현
- 전해룡
- 조용상
- 옥주리
- 권오경
- 홍부향
- 최교식
- 김병철
- 이민웅
- 이우신 : 이사장 역
- 서광재 : 교장 역
- 이동희
- 손영순 : 할머니 역
- 성찬호
- 박노식 : 강성일의 살해범 역
- 조찬우
- 김재철
- 이채경 : 선생님 역
- 손성찬
- 염동헌 : 유선호 교장 역
- 해선
- 주동희
- 손인용
- 여진
- 박옥출
- 성낙경
- 박도준
- 박진성
- 홍석빈
- 신원우
- 김모범
- 이선영
- 권희락
- 유민주
- 조미녀
- 백승태
- 원진호
- 신하준
- 홍기준
- 권혁수
- 김현 : 담임 선생님 역
- 김광섭
- 이진권
- 손상연 : 불량학생 역
- 정태야
- 동윤석
- 이수용
- 이준희
- 신동훈
- 용경빈
- 오기환
- 고진명
- 손건우 : 김형덕 검사 역
- 정두겸 : 박상호 의원 역
- 박성균
- 박수민
- 임지영
- 권홍석
- 석보배
- 강지원
- 이민희
- 이정건
- 고유경
- 이서율
- 이윤상
- 이석현
- 윤효식
- 하남우
- 민상우
- 한여울
- 한태일
- 하경민
- 홍석연
- 유광수
- 유지혁
- 이진목
- 우혜영
- 김재협
- 김도하
- 박민지
- 안지은
- 박지유
- 김상일
- 하루비 : 명선 역
- 이해
- 엄준식 : 수사관 역
- 황주호
- 민대식
- 이재욱 : 한준희 고등학교 선생님 역
- 이상옥
- 윤부진
- 서진욱
- 여운복
- 이종신
- 이태검
- 장현
- 구자은
- 김정수 : 감정사 역
- 신치영
- 한창현
- 손인용
- 송경화
- 문경민
- 오민정
- 최정인
- 김태영
- 김정구
- 박용
- 엄준식
- 김광인 : 의무과장 역
- 최요운
- 황석하
- 이장미
- 이성준
- 송진우 : 김실장 역
- 정희중
- 윤미영
- 강문경
- 서병덕
- 양재원
- 손선근
- 정수인
- 김익태 : 김양진 역 - 김수현(장돌목)의 조부(백산장군의 아들)
- 이상홍
- 유지연
- 김재흠
- 정희중
- 추교진
- 염지혜
- 이승철
- 김남표
- 주성
- 최은선
- 박진수
- 강철성
- 문경민
- 최리호
- 김한준
- 마민희
- 정현우
- 이종신
- 김미희
- 윤종원
- 박상휘
- 김대국 : 보도 기자 역
- 지성근
- 이택근
- 이혜란 : 정이 역
- 윤현
- 이태윤
- 유영복
- 차명욱
- 김민석
- 이성훈
- 김보미
- 강학수
- 전민협
- 김미란
- 공재원
- 양재원
- 남상란
- 김오복
- 심영민
- 윤종구
- 이무녕
- 최영
- 이은숙
- 정영훈 : 사법연수원생 역

### 특별출연
- 김대성
- 김영희
- 윤용현 : 이철호 역
- 유형관
- 김예원 : 반예원 역
- 홍희원 : 의사역

## 시청률
최저 시청률과 최고 시청률은 시청률 조사회사와 지역별로 시청률에 차이가 있을 수 있습니다.
| 2017년 | 2017년    | 2017년         | 2017년       | 2017년         | 2017년       |
| 회차   | 방송일    | TNmS 시청률    | TNmS 시청률  | AGB 시청률     | AGB 시청률   |
| 회차   | 방송일    | 대한민국(전국) | 서울(수도권) | 대한민국(전국) | 서울(수도권) |
| ------ | --------- | -------------- | ------------ | -------------- | ------------ |
| 제1회  | 5월 13일  | 8.7%           | 9.4%         | 9.2%           | 9.1%         |
| 제2회  | 5월 14일  | 10.1%          | 10.1%        | 8.9%           | 9.0%         |
| 제3회  | 5월 20일  | 6.8%           | 7.4%         | 6.6%           | 7.1%         |
| 제4회  | 5월 21일  | 8.8%           | 8.8%         | 9.4%           | 9.4%         |
| 제5회  | 5월 27일  | 9.7%           | 9.5%         | 9.5%           | 9.2%         |
| 제6회  | 5월 28일  | 11.0%          | 11.6%        | 11.6%          | 11.7%        |
| 제7회  | 6월 3일   | 8.9%           | 9.3%         | 10.4%          | 10.1%        |
| 제8회  | 6월 4일   | 10.4%          | 11.2%        | 10.7%          | 10.3%        |
| 제9회  | 6월 10일  | 9.4%           | 10.4%        | 10.8%          | 11.1%        |
| 제10회 | 6월 11일  | 11.7%          | 11.5%        | 11.8%          | 11.9%        |
| 제11회 | 6월 17일  | 9.3%           | 9.6%         | 11.6%          | 12.1%        |
| 제12회 | 6월 18일  | 11.4%          | 11.2%        | 13.2%          | 12.7%        |
| 제13회 | 6월 24일  | 9.7%           | 10.4%        | 10.4%          | 10.3%        |
| 제14회 | 6월 25일  | 10.2%          | 9.8%         | 12.3%          | 12.1%        |
| 제15회 | 7월 1일   | 8.5%           | 9.6%         | 10.9%          | 11.3%        |
| 제16회 | 7월 2일   | 11.3%          | 11.9%        | 11.0%          | 11.0%        |
| 제17회 | 7월 8일   | 10.5%          | 11.2%        | 10.5%          | 10.6%        |
| 제18회 | 7월 9일   | 11.0%          | 11.8%        | 11.9%          | 11.4%        |
| 제19회 | 7월 15일  | 10.1%          | 10.9%        | 10.4%          | 10.4%        |
| 제20회 | 7월 16일  | 11.9%          | 12.9%        | 12.0%          | 12.1%        |
| 제21회 | 7월 22일  | 10.5%          | 10.1%        | 9.9%           | 9.8%         |
| 제22회 | 7월 23일  | 11.3%          | 11.0%        | 11.3%          | 11.1%        |
| 제23회 | 7월 29일  | 10.1%          | 10.0%        | 9.7%           | 9.5%         |
| 제24회 | 7월 30일  | 11.8%          | 11.4%        | 11.9%          | 11.5%        |
| 제25회 | 8월 5일   | 9.2%           | 9.6%         | 9.4%           | 9.0%         |
| 제26회 | 8월 6일   | 10.1%          | 10.3%        | 10.8%          | 10.5%        |
| 제27회 | 8월 12일  | 8.9%           | 8.4%         | 8.6%           | 8.4%         |
| 제28회 | 8월 13일  | 10.3%          | 10.5%        | 10.5%          | 10.2%        |
| 제29회 | 8월 19일  | 9.9%           | 9.8%         | 9.6%           | 9.6%         |
| 제30회 | 8월 20일  | 9.4%           | 9.2%         | 11.0%          | 10.8%        |
| 제31회 | 8월 26일  | 9.1%           | 8.2%         | 8.7%           | 8.6%         |
| 제32회 | 8월 27일  | 10.6%          | 9.9%         | 12.1%          | 12.1%        |
| 제33회 | 9월 2일   | 6.7%           | 6.7%         | 8.0%           | 7.9%         |
| 제34회 | 9월 3일   | 10.0%          | 10.0%        | 10.5%          | 10.2%        |
| 제35회 | 9월 9일   | 7.9%           | 7.6%         | 8.0%           | 7.6%         |
| 제36회 | 9월 10일  | 9.5%           | 8.1%         | 10.2%          | 9.9%         |
| 제37회 | 9월 16일  | 7.7%           | 7.9%         | 8.4%           | 8.1%         |
| 제38회 | 9월 17일  | 9.9%           | 9.6%         | 11.4%          | 10.6%        |
| 제39회 | 9월 23일  | 7.7%           | 6.6%         | 8.3%           | 8.0%         |
| 제40회 | 9월 24일  | 10.5%          | 10.6%        | 11.8%          | 11.2%        |
| 제41회 | 9월 30일  | 7.8%           | 7.5%         | 8.5%           | 8.4%         |
| 제42회 | 10월 1일  | 9.8%           | 9.8%         | 11.6%          | 10.9%        |
| 제43회 | 10월 8일  | 10.1%          | 10.3%        | 11.4%          | 11.6%        |
| 제44회 | 10월 8일  | 8.9%           | 8.8%         | 11.7%          | 11.7%        |
| 제45회 | 10월 14일 | 7.8%           | 7.6%         | 8.3%           | 7.8%         |
| 제46회 | 10월 15일 | 10.6%          | 9.7%         | 12.5%          | 12.3%        |
| 제47회 | 10월 28일 | 9.6%           | 9.6%         | 9.6%           | 9.6%         |
| 제48회 | 10월 28일 | 11.8%          | 11.9%        | 11.8%          | 11.1%        |
| 제49회 | 11월 5일  | 9.2%           | 8.5%         | 9.9%           | 9.5%         |
| 제50회 | 11월 5일  | 12.2%          | 11.6%        | 13.4%          | 12.4%        |

## 결방 사유 및 연속 방송 및 편성 변경
- 2017년 10월 7일 : MBC 추석특선영화 라라랜드 편성으로 인해 결방
- 2017년 10월 8일 : 밤 10시부터 2회 연속방송 (43회, 44회)
- 2017년 10월 21일 : MBC 주말 드라마 밥상 차리는 남자 2회 연속방송으로 인한 결방
- 2017년 10월 22일 : MBC 노조 총파업으로 인한 결방
- 2017년 10월 28일 : 밤 8시 45분부터 2회 연속방송 (47회, 48회)
- 2017년 10월 29일 : MBC 특선영화 부산행 편성으로 인해 결방
- 2017년 11월 4일 : MBC 주말 드라마 밥상 차리는 남자 2회 연속방송으로 인한 결방
- 2017년 11월 5일 : 밤 8시 45분부터 2회 연속방송 (49회, 50회)

## 수상
- 2017년 MBC 연기대상 주말극 부문 남자 황금연기상 안길강
- 2017년 MBC 연기대상 여자 신인상 서주현